# Denys de La Patellière
Pour les articles homonymes, voir Famille Dubois de La Patellière.
Denis Dubois de La Patellière, dit Denys de La Patellière,  né le 8 mars 1921 à Nantes (Loire-Inférieure) et mort le 21 juillet 2013 à Dinard (Ille-et-Vilaine), est un réalisateur et scénariste français.
Parmi sa filmographie, il est notamment connu pour avoir réalisé Un taxi pour Tobrouk (1960) avec Charles Aznavour et Lino Ventura, ou encore Le Tatoué (1968) avec Louis de Funès et Jean Gabin.

## Biographie

### Formation
Fils d'officier, Denys de La Patellière prépare le concours de l'École militaire de Saint-Cyr. Durant la Seconde Guerre mondiale, il s'engage dans l'armée de la Libération. À la fin du conflit, il fait carrière dans le cinéma. Son beau-frère, qui travaille au Comité d'organisation du cinéma, l'aide à entrer comme ouvrier développeur cinématographique au laboratoire des Buttes-Chaumont. Par la suite, il devient monteur pour le journal d'actualités de la société de presse Les Actualités françaises.

### Carrière cinématographique
La Patellière est assistant réalisateur de Maurice Labro pour L'Héroïque Monsieur Boniface (1948), de Georges Lacombe pour Prélude à la gloire et de Georges Lampin pour Suivez cet homme. Il réalise Les Aristocrates, son premier long métrage, en 1955. Le film met en vedette Pierre Fresnay, Brigitte Auber et Maurice Ronet. Il est suivi par Le Salaire du péché (1955) avec Danielle Darrieux et Retour de manivelle (1956), un film policier avec Michèle Morgan.
Il a réalisé les drames avec Jean Gabin en père de famille comme Les Grandes Familles et Rue des Prairies. Gabin a joué aussi dans les films Le Tonnerre de Dieu, Le Tatoué et Le Tueur (1972). Dans sa carrière on trouve aussi un film de guerre, Un taxi pour Tobrouk (1960) et un film à costumes, La Fabuleuse Aventure de Marco Polo (1963).
Denys de La Patellière a réalisé son dernier film pour le cinéma en 1973, Prêtres interdits, avec Robert Hossein en prêtre et la jeune Claude Jade. Ce grand drame, inspiré des mémoires de guerre du réalisateur, écrit avec la collaboration de François Boyer, et racontant l'histoire d'un amour exceptionnel contre toutes les hypocrisies, restera comme le testament personnel de La Patellière.
Il est président du Syndicat des techniciens de 1959 à 1961.

### Carrière télévisuelle
Denys de La Patellière réalise plusieurs feuilletons télévisés, comme Le Comte de Monte-Cristo, une mini-série de six épisodes adaptée du roman d'Alexandre Dumas, diffusée sur FR3 (actuelle France 3) en 1979, et Bonjour maître, feuilleton en douze épisodes pour Antenne 2 (actuelle France 2). Il réalise également des téléfilms, tels Paparoff (1988) avec Michel Constantin. Durant les années 1990, il dirige deux épisodes de la série Maigret avec Bruno Cremer.

### Autres activités
Son premier roman, L'Enfant évanoui, paraît en 2002.

### Vie privée et famille
Son nom de famille complet est Dubois de La Patellière. La famille est anoblie sous la Restauration en 1817.
Un de ses fils, Alexandre de La Patellière, est réalisateur et producteur. Un autre de ses fils, Fabrice de La Patellière, est directeur de la fiction de Canal+.
Il est inhumé à Vallet (Loire-Atlantique).

## Filmographie

### Assistant réalisateur
- 1949 : L'Héroïque Monsieur Boniface de Maurice Labro
- 1950 : Casimir de Richard Pottier
- 1950 : Prélude à la gloire de Georges Lacombe
- 1950 : Uniformes et Grandes Manœuvres de René Le Hénaff
- 1950 : Le Tampon du Capiston de Maurice Labro
- 1950 : Boniface somnambule de Maurice Labro
- 1951 : Les Mousquetaires du roi de Marcel Aboulker et Michel Ferry
- 1952 : Suivez cet homme de Georges Lampin
- 1954 : Le Défroqué de Léo Joannon

### Réalisateur

#### Cinéma
- 1955 : Les Aristocrates (réalisateur et scénariste) avec Pierre Fresnay, Brigitte Auber et Maurice Ronet
- 1956 : Le Salaire du péché (réalisateur et scénariste) avec Danielle Darrieux, Jean-Claude Pascal et Jeanne Moreau
- 1957 : Les Œufs de l'autruche (réalisateur et scénariste) avec Pierre Fresnay et Simone Renant
- 1957 : Retour de manivelle (réalisateur et scénariste) avec Michèle Morgan et Daniel Gélin
- 1958 : Thérèse Étienne (réalisateur et scénariste) avec Françoise Arnoul et Pierre Vaneck
- 1958 : Les Grandes Familles (réalisateur et scénariste) avec Jean Gabin, Jean Desailly, Pierre Brasseur et Bernard Blier
- 1959 : Rue des prairies (réalisateur et scénariste) avec Jean Gabin,  Marie-José Nat et Claude Brasseur
- 1959 : Les Yeux de l'amour (réalisateur et scénariste) avec Danielle Darrieux et Jean-Claude Brialy
- 1960 : Un taxi pour Tobrouk (réalisateur et scénariste) avec Lino Ventura, Maurice Biraud, Charles Aznavour et Hardy Kruger
- 1961 : Le Bateau d'Émile (réalisateur et scénariste) avec Lino Ventura, Annie Girardot, Pierre Brasseur et Michel Simon
- 1962 : Pourquoi Paris ? (réalisateur) avec Charles Aznavour et Maurice Biraud
- 1963 : Tempo di Roma (Destination Rome) (réalisateur) avec Charles Aznavour et Arletty
- 1964 : La Fabuleuse Aventure de Marco Polo (réalisateur et scénariste) réalisé avec Noël Howard, avec Akim Tamiroff
- 1964 : Le Tonnerre de Dieu (réalisateur et scénariste) avec Jean Gabin, Michèle Mercier et Lilli Palmer
- 1965 : Du rififi à Paname (réalisateur et scénariste) avec Jean Gabin et Nadja Tiller
- 1966 : Soleil noir (réalisateur et scénariste) avec Michèle Mercier et Daniel Gélin
- 1966 : Le Voyage du père (réalisateur et scénariste) avec Fernandel et Lilli Palmer
- 1968 : Caroline chérie (réalisateur) avec France Anglade et Bernard Blier
- 1968 : Le Tatoué (réalisateur) avec Jean Gabin et Louis de Funès
- 1970 : Sabra (Moto Shel Yehudi) (réalisateur et scénariste) avec Akim Tamiroff
- 1972 : Le Tueur (réalisateur et scénariste) avec Jean Gabin
- 1973 : Prêtres interdits (réalisateur et scénariste) avec Robert Hossein, Claude Jade et Claude Piéplu

#### Télévision
- 1976 : Cinéma 16 - épisode "La Manipulation" (téléfilm) : réalisateur et scénariste
- 1977 : Un juge, un flic (série télévisée) : réalisateur et scénariste
- 1978 : Les Enquêtes du Commissaire Maigret (série télévisée) - épisode "Maigret et les Témoins Récalcitrants" : réalisateur
- 1978 : Histoires de Voyous : Le Casse des Rois Mages (téléfilm) : réalisateur
- 1980 : Le Comte de Monte-Cristo (feuilleton TV) : réalisateur
- 1983 : Secret diplomatique (série télévisée) : réalisateur et scénariste
- 1985 : Le Paria (feuilleton TV) : réalisateur
- 1987 : Bonjour maître (feuilleton TV) : réalisateur
- 1988 : Paparoff (série télévisée) : réalisateur et scénariste
- 1992 : L'Affaire Salengro (téléfilm) : réalisateur
- 1993 : Les Épées de Diamant (téléfilm) : réalisateur et scénariste
- 1994 : Maigret (série télévisée) - épisode "Cécile est morte" : réalisateur et scénariste
- 1995 : Maigret (série télévisée) - épisode "Maigret et l'affaire Saint-Fiacre" : réalisateur et scénariste

### Scénariste

#### Cinéma
- 1954 : Le Défroqué de Léo Joannon
- 1958 : La Tour, prends garde ! de Georges Lampin
- 1962 : Carillons sans joie de Charles Brabant
- 1964 : Du grabuge chez les veuves de Jacques Poitrenaud

#### Télévision
- 1975 : Le Renard dans l'Ile, téléfilm de Leila Senati
- 1997 : Van Loc : un grand flic de Marseille (série télévisée) - épisode "Pour l'Amour de Marie" de Claude Barrois

### Monteur
- 1948 : Pèlerins de la Mecque (Les Actualités Françaises)
- 1949 :  Alice au pays des merveilles de Dallas Bower

## Distinctions

### Récompenses
- 1961 : Grand prix du cinéma français pour Un taxi pour Tobrouk[7].
- 2009 : Prix du Patrimoine de l'Académie de Saintonge pour Le Bateau d'Émile tourné en Charente et pour l'ensemble de son œuvre[8].

### Décoration
- Officier de l'ordre des Arts et des Lettres[9].